# 卡鲁戈
卡鲁戈（義大利語：Carugo），是意大利科莫省的一个市镇。总面积4.12平方公里，人口6,221人，人口密度1510.0人/平方公里（2009年）。ISTAT代码为013048。